# Glomeremus orchidophilus
Glomeremus orchidophilus é uma espécie de grilo com capacidade de polinização. Foi descoberto em 2010 nas Ilhas Mascarenhas.